# Улица Шевченко (Нежин)
Улица Шевченко (укр. Вулиця Шевченка) — улица города Нежина; одна из главных транспортных артерий и длиннейших улиц города. Пролегает от пересечения улиц Набережная и  Воздвиженская до улицы Прилукская при примыкании улицы Носовский путь и переулка Урожайный. 
Примыкают улицы Гребёнки, Гоголя, Авдеевская, Батюка, Богуна, Казачья, Галатовская, 8 Марта, Кушакевичей, переулок Ветеринарный, Синяковская, Тимошенко, 4-й микрорайон, Объезжая, Генерала Корчагина.

## История
Улица известна со времён основания Нежина как Киевский путь. Начиналась от Киевских ворот и пролегала до Объездной улицы. После прокладки в 1868 году железной дороги начала постепенно застраиваться в направлении ж/д станции, которая тогда стояла посреди поля, за 4 км от города, возле Прилукского пути. Эта часть улицы некоторое время называлась Вокзальной. За участком между рекой Остёр и ж/д линией с 1887 года закрепилось название Киевская. В 1894 году на пустыре на Киевской улице был заложен Николаевский парк (сейчас парк Шевченко). 
В 1895 году построено ремесленно училище (теперь техникум механизации с/х) (дом № 10). В этом доме в семье инспектора родилась Милица Васильевна Нечкина. На фасаде дома установлена мемориальная доска, рассказывающая про участие учеников училища в революционных событиях 1905-1907 годов.
В 1921 году улица получила современное название — в честь украинского поэта Тараса Григорьевича Шевченко. В 1926 году в границах улиц Гоголя, Карла Маркса, Богуна и Профинтерна была выделена площадь Ивана Франко. 
В 1927 году был создан засольный пункт «Красный Октябрь», затем был реорганизован в завод, с 1962 года — «Нежинский консервный комбинат» (дом № 160), с 1974 года — производственное объединение, включающее центральный завод (цехи консервные, засольный, квасильный, фабричный, тарный, жестянобаночный и другие) и филиалы (Вертиевский,  Носовский,  Лосиновский,  Крутовский). Основная продукция: плодоовощные консервы, сухие, соленые и квашеные овощи, фруктовые соки. Консервные и засолочные цеха оснащены потоково-механизированными линиями.
В 1928 году было создано общество вышивальщиц, в 1930 году — реорганизовано в артель имени 8 Марта, а в 1960 году — преобразована в «Нежинскую фабрику художественных изделий» (дом № 47). В период 1960-1962 годы были сооружены одноэтажные производственные помещения общей площадью 859 м², после чего общая площадь строений составила 1032 м². В 1989 году число работников составило 649 человек, количество швейно-вышивальных машин — 274. Ассортимент фабрики: вышитые скатерти, полотенца, салфетки, женские блузы, платья, постельное бельё и прочее.
В 1930-1956 годы в доме № 43 размещался «Нежинский ветеринарный техникум». Готовил главным образом ветеринарных фельдшеров и частично — ветеринарных фармацевтов. В 1956 году (по другим данным 1957) соединился с Черниговским зоотехническим техникумом.
В 1936 году была создана артель «Різнопром», с 1960 года — «Нежинский завод резиновых изделий» (дом № 2). На заводе было три поточно-механизированных линии по производству детских надувных шариков, было обновлено оборудование для производства форменных и бесформенных резинотехнических изделий. В середине 1990-х годов, после приватизации, прекратил свою существование. Сейчас на его месте 3-этажный жилой дом.
В двухэтажном доме № 2 были расположены техникумы — кооперативный советского строительства и права, библиотечный. На улице также расположены мастерские и общежития техникума механизации с/х (дом № 43, до 1957 года — ветеринарный техникум), фабрика художественных изделий «Деснянка» (дом № 47), школа № 2 (дом № 56), городской и районный суд (дом № 57А), передвижная механизированная колонна № 58 треста «Черниговводстроя»  (дом № 90), школа № 9 (дом № 103), завод «Нежинсельмаш» (дом № 109), профессионально-техническое училище № 2 и общежитие училища (дом № 111, рядом — Памятный знак работникам завода Нежинсельмаш, погибшим на фронтах Великой Отечественной войны), общежитие завода Прогресс (дом № 130), Нежинский консервный комбинат (дом № 160), нефтебаза (дом № 174), детсады, промтоварные и продовольственные магазины, универмаг «Прогресс».

## Застройка
Улица пролегает в южном направлении — от реки Остёр к ж/д линии. Улица связывает центральную часть города Нежина с ж/д вокзалом, с северными (посёлок Космонавтов), южными («Заводская»), западными (Авдеевка, Ветхое) и восточными периферийными частями (районами) города. Улица Шевченко с улицами Батюка, Гоголя, Богуна, Авдеевская образовывают площадь Ивана Франко.
Парная и непарная стороны улицы заняты усадебной (преимущественно), малоэтажной (2-этажные дома) и многоэтажной (5-9-этажные дома) жилой застройкой, парком имени Тараса Шевченко, конец улицы — нежилой застройкой (промышленные предприятия). Начало улицы (до примыкания улицы 3-й микрорайон) с бульваром посредине.
Учреждения:
1. дом № 2 — ранее «Нежинский завод резиновых изделий»
2. дом № 10 — Нежинский агротехнический институт НУБиП
3. дом № 26 — Нежинский профессиональный колледж НУБиП
4. дом № 47 — «Нежинская фабрика художественных изделий «Деснянка»»
5. дом № 56 — школа № 2
6. дом № 57А — Нежинский городской районный суд
7. дом № 103 — гимназия № 9
8. дом № 107 — Больничная амбулатория семейной медицины № 2
9. дом № 109 — «Нежинсельмаш»
10. дом № 160 — «Нежинский консервный завод»

Памятники архитектуры, истории, монументального искусства или науки и техники:
1. дом № 1 — Народный дом (до 1950-х годов) — утраченный объект культурного наследия
2. дом № 10 — Место революционных событий 1905 года в техническом училище — истории местного значения
3. перед домом № 10 — Могила С. П. Мохового — истории местного значения
4. перед домом № 10 — Могила И. Л. Хайтовича — истории местного значения
5. во дворе дома № 10 — Трактор ВТЗ «Универсал» (У-2) — науки и техники вновь выявленный
6. дом № 12 — Летний городской театр (до 1942 года) — утраченный объект культурного наследия
7. парк имени Тараса Шевченко — Памятник Т. Г. Шевченко — монументального искусства местного значения
8. дом № 23 — Комплекс сооружений Второй городской электростанции (машинный зал, подсобное помещение, ремонтные мастерские) — три памятника архитектуры вновь выявленных
9. возле дома № 109 — Памятный знак работникам завода Нежинсельмаш, погибшим на фронтах Великой Отечественной войны — истории местного значения
10. сквер на перекрёстке улиц Шевченко и 4-й микрорайон — Памятный знак в честь земляков воинов-интернационалистов — истории местного значения
11. на берегу озера возле перекрёстка улиц Шевченко и Объезжая — Памятный знак в честь представителей польского этнического меньшинства на месте остатков исторического Католического кладбища — истории вновь выявленный
12. возле дома № 160 — Памятник нежинскому огурцу — монументального искусства вновь выявленный